# Col du Tourmalet

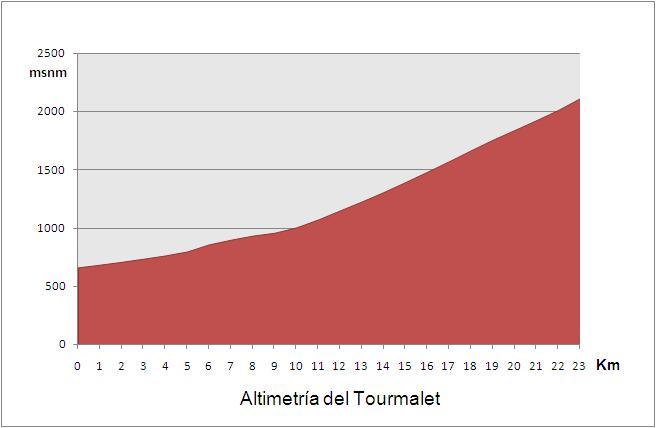
Hellingshoek Col du Tourmalet

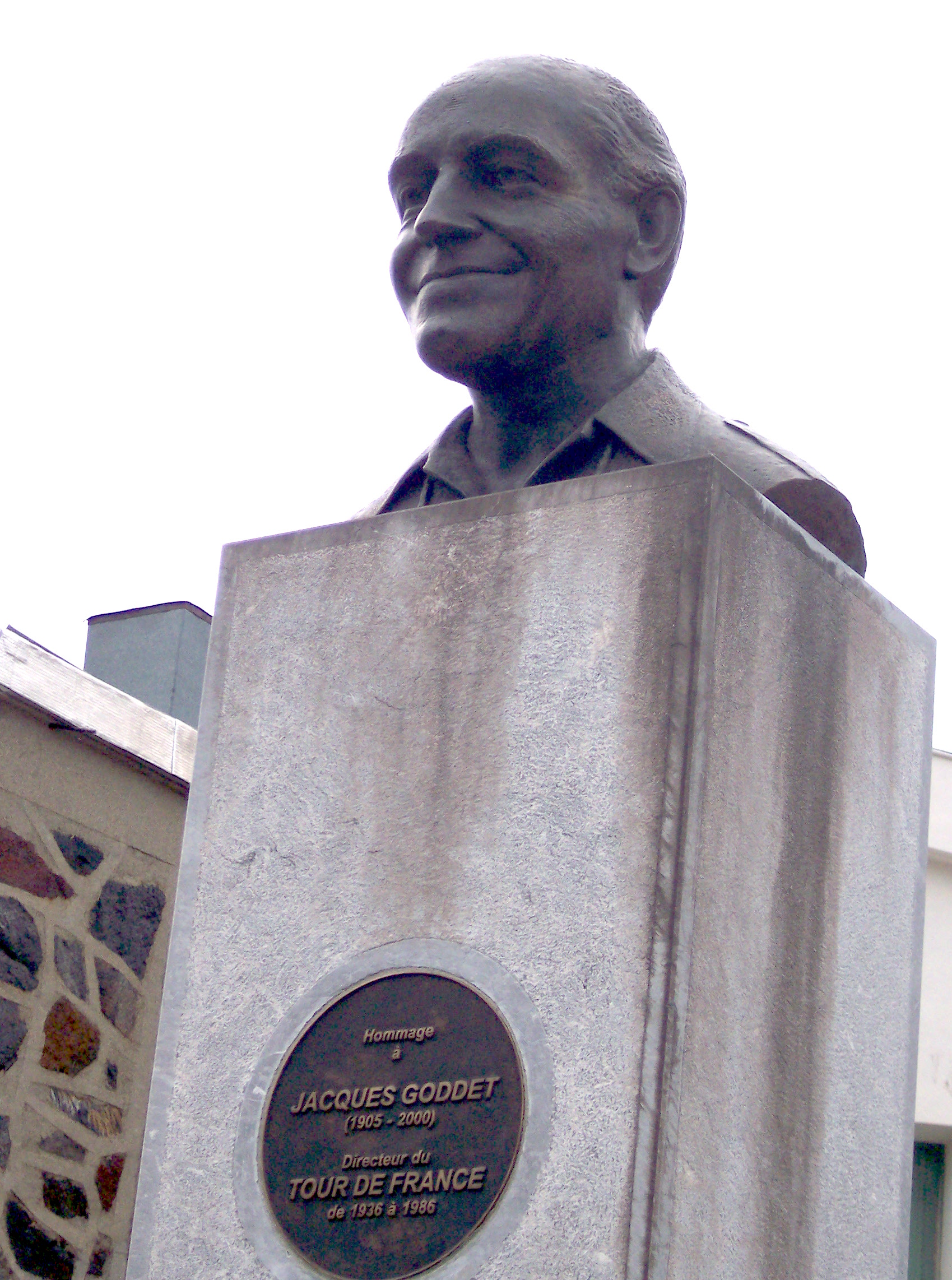
Standbeeld van Jacques Goddet op de top van de Tourmalet

De Col du Tourmalet is een bergpas in de Pyreneeën, in het zuidwesten van Frankrijk, departement Hautes-Pyrénées.
De 2.115 meter hoge passage is vooral bekend geworden dankzij de Ronde van Frankrijk, waar ze in 1910 voor het eerst in werd opgenomen. Geen enkele andere berg is sindsdien zo vaak beklommen als de Tourmalet. In de buurt van de top van de beklimming bevindt zich een monument ter nagedachtenis aan oud-Tourdirecteur Jacques Goddet.
De Tourmalet is de hoogste geheel Franse Pyreneeënpas (de Port d'Envalira is hoger maar ligt gedeeltelijk in Andorra) en loopt van oost naar west door het skigebied Barèges-La Mongie, ook Domaine du Tourmalet genoemd. Dit is het grootste skigebied in de Franse Pyreneeën. Aan de noordzijde torent de Pic du Midi de Bigorre boven de pas uit. Aan de oostkant ligt La Mongie, een door projectontwikkelaars ontwikkeld wintersportdorp aan de voet van de pistes. Aan de westkant ligt het meer traditionele dorp Barèges, vanuit hier wordt 's winters geskied, en 's zomers gewandeld.
Vanuit Sainte-Marie-de-Campan maakt men een klim van 17,2 kilometer naar de Tourmalet. De gemiddelde stijging is 7,6 procent, maximaal ruim 10 procent. Het hoogteverschil is 1.268 meter. Sommige bronnen geven nèt andere cijfers aan, afhankelijk van de meetmethode.
In 2023 kwam de Tour de France Femmes voor het eerst aan op de Tourmalet. Dit leverde een ritzege op voor de Nederlandse Demi Vollering.

## Doortochten op de Col du Tourmalet in de Ronde van Frankrijk
1910  Octave Lapize

1911  Paul Duboc

1912  Odiel Defraeye

1913  Philippe Thys

1914  Firmin Lambot

1919  Honoré Barthélémy

1920  Firmin Lambot

1921  Hector Heusghem

1923  Robert Jacquinot

1924  Ottavio Bottecchia

19===  Omer Huyse

1926  Odile Taillieu

1927  Nicolas Frantz

1928  Camille Van De Casteele

1929  Victor Fontan

1930  Benoit Faure

1931  Joseph Demuysere

1932  Benoit Faure

1933  Vicente Trueba

1934  René Vietto

1935  Sylvère Maes

1936  Sylvère Maes

1937  Julián Berrendero

1938  Gino Bartali

1939  Edward Vissers

1947  Jean Robic

1948  Jean Robic

1949  Fausto Coppi

1950  Kléber Piot

1951  Jean Diederich

1952  Fausto Coppi

1953  Jean Robic

1954  Federico Bahamontes

1955  Miguel Poblet

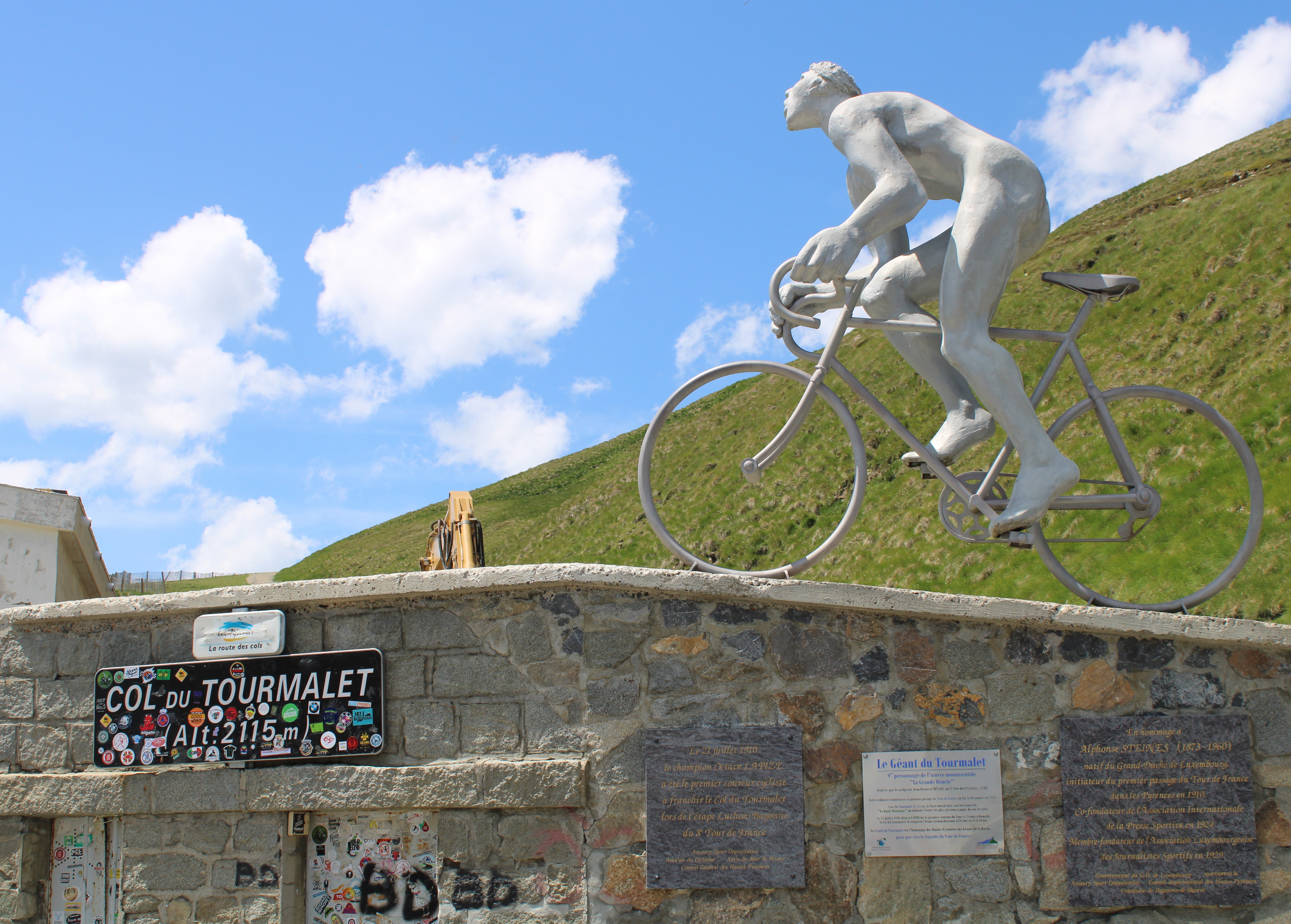
Beeld van 'le Géant' (de reus) op de top.

1957  José Manuel Ribeiro da Silva

1959  Armand de Smet

1960  Kurt Gimmi

1961  Marcel Queheille

1962  Federico Bahamontes

1963  Federico Bahamontes

1964  Julio Jiménez (In 1964 twee keer beklommen)

1964  Julio Jiménez (In 1964 twee keer beklommen)

1965  Julio Jiménez

1967  Julio Jiménez

1968  Jean-Pierre Ducasse

1969  Eddy Merckx

1970  Andres Gandarias

1971  Lucien Van Impe

1972  Roger Swerts

1973  Bernard Thévenet

1974  Jean-Pierre Danguillaume (In 1974 twee keer beklommen en ritwinnaar)

1974  Gonzalo Aja (In 1974 twee keer beklommen)

1975  Lucien Van Impe 

1976  Francisco Galdos 

1977  Lucien Van Impe 

1978  Michel Pollentier 

1980  Raymond Martin 

1983  Patrocinio Jiminez 

1985  Pello Ruiz Cabestany 

1986  Dominique Arnaud 

1988  Laudelino Cubino 

1989  Robert Millar 

1990  Miguel Ángel Martínez 

1991  Claudio Chiappucci 

1993  Tony Rominger 

1994  Richard Virenque 

1995  Richard Virenque 

1997  Javier Pascual Llorente

1998  Alberto Elli

1999  Alberto Elli

2001  Sven Montgomery

2003  Sylvain Chavanel

2006  David de la Fuente

2008  Rémy Di Grégorio

2009  Franco Pellizotti

2010  Christophe Moreau (In 2010 twee keer beklommen)

2010  Andy Schleck (In 2010 twee keer beklommen en ritwinnaar)

2011  Jérémy Roy

2012  Thomas Voeckler

2014  Blel Kadri

2015  Rafał Majka

2016  Thibaut Pinot

2018  Julian Alaphilippe

2019  Thibaut Pinot (ritwinnaar)

2021  Pierre Latour

2023  Tobias Halland Johannessen

2024  Oier Lazkano

2025  Lenny Martinez

### Ronde van Frankrijk voor vrouwen
1994  Jolanta Polikevičiūtė

1996  Fabiana Luperini

2000  Edita Pučinskaitė

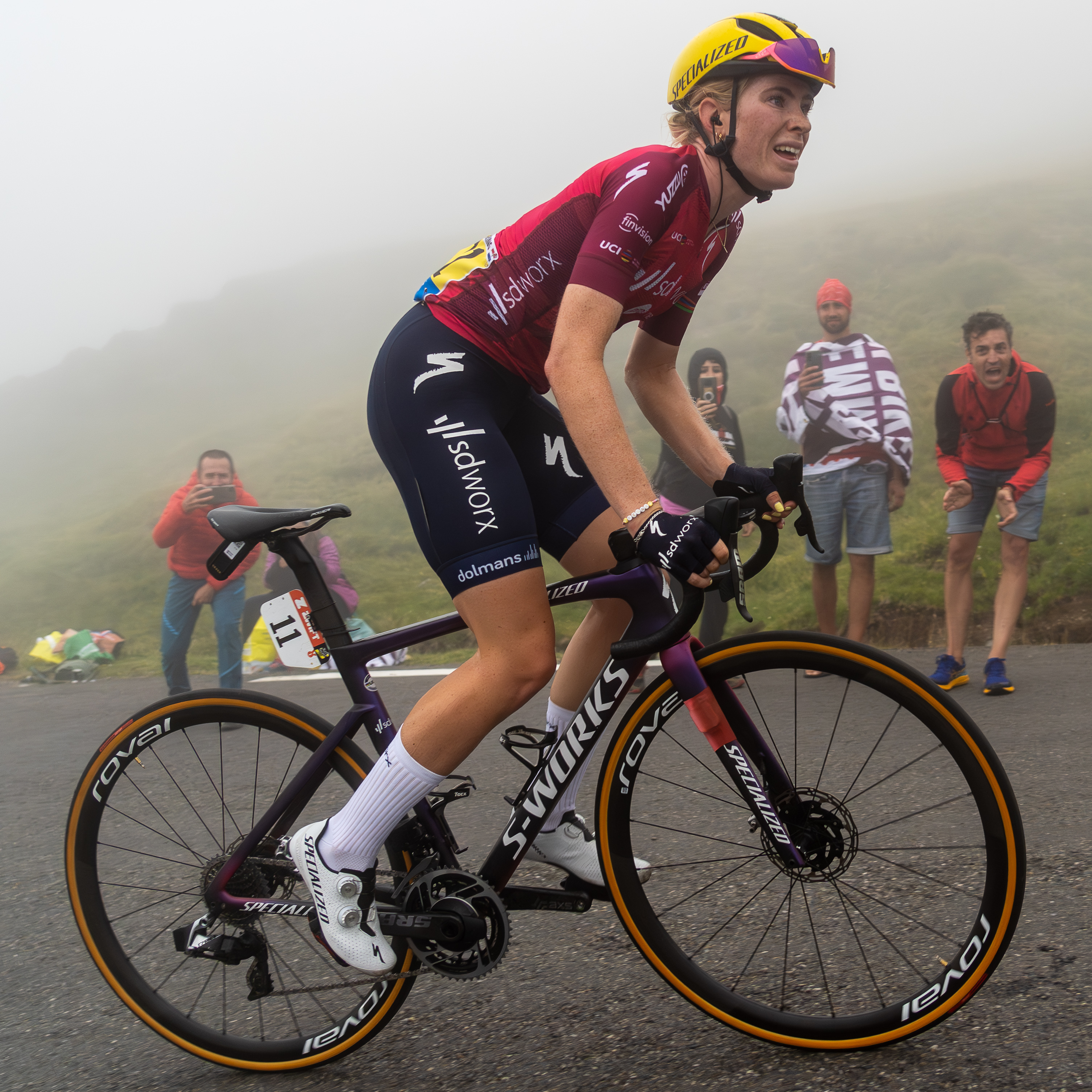
Demi Vollering op de Tourmalet in 2023.

2023  Demi Vollering (ritwinnares)

## Afbeeldingen

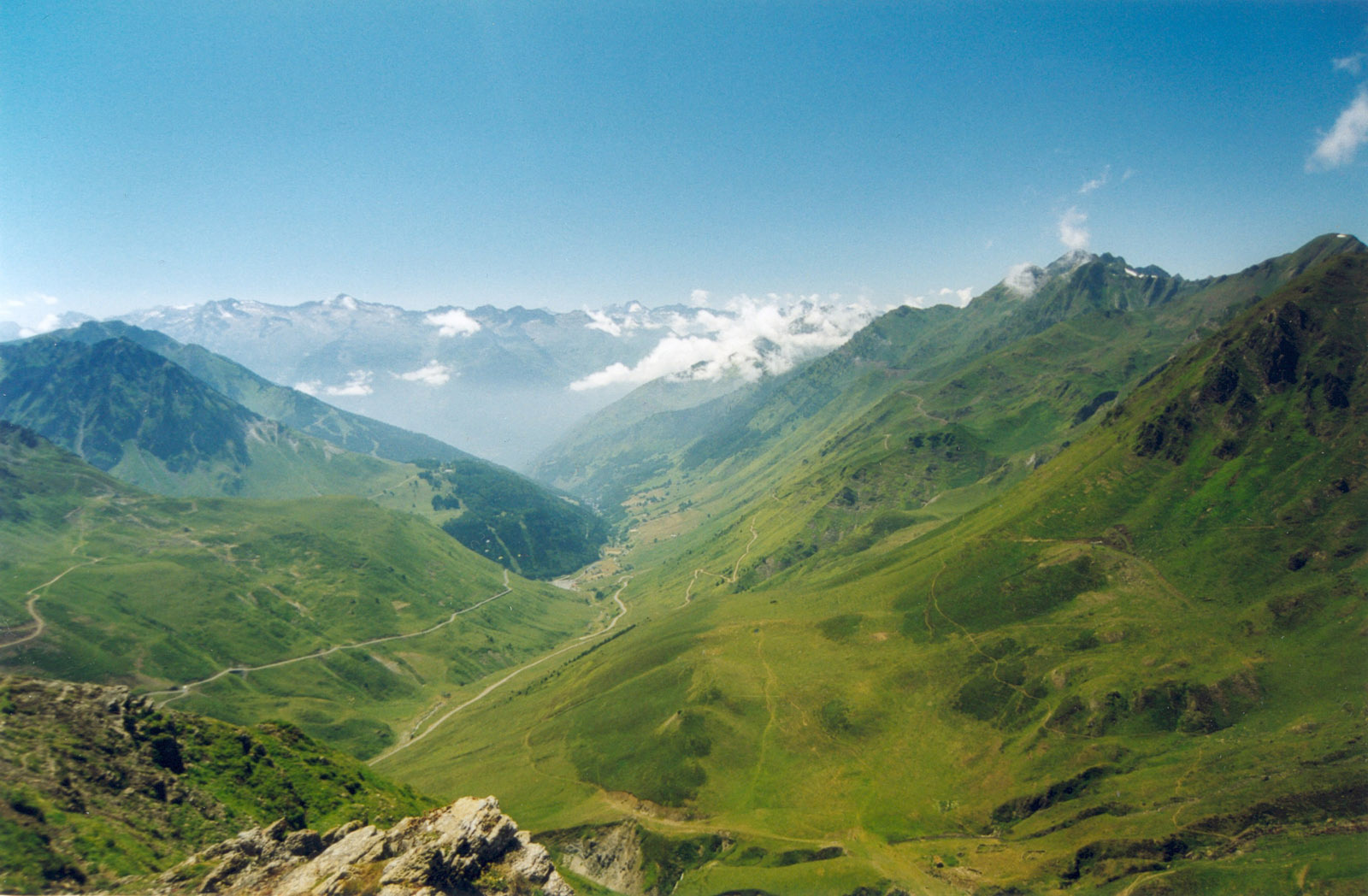
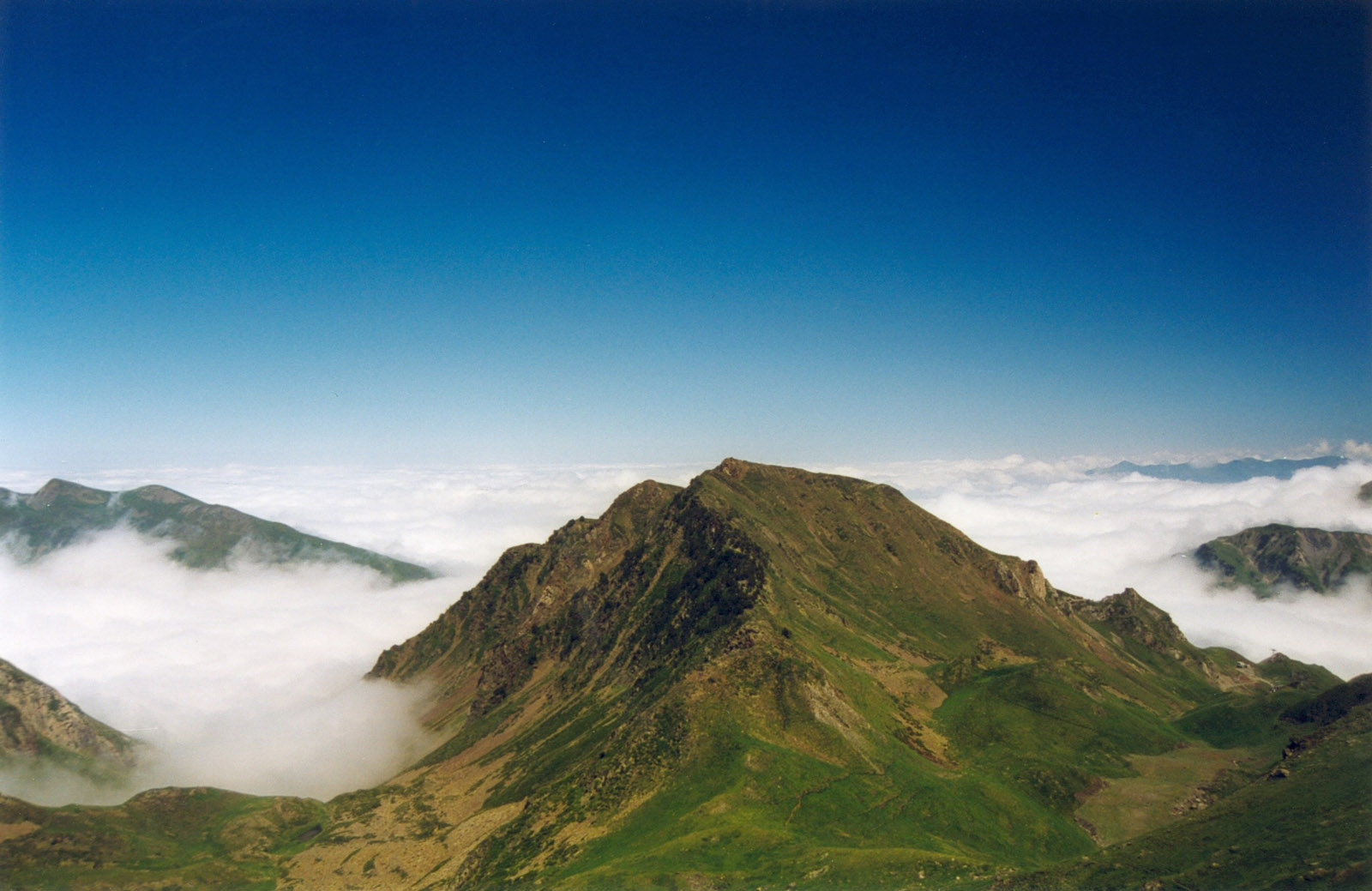
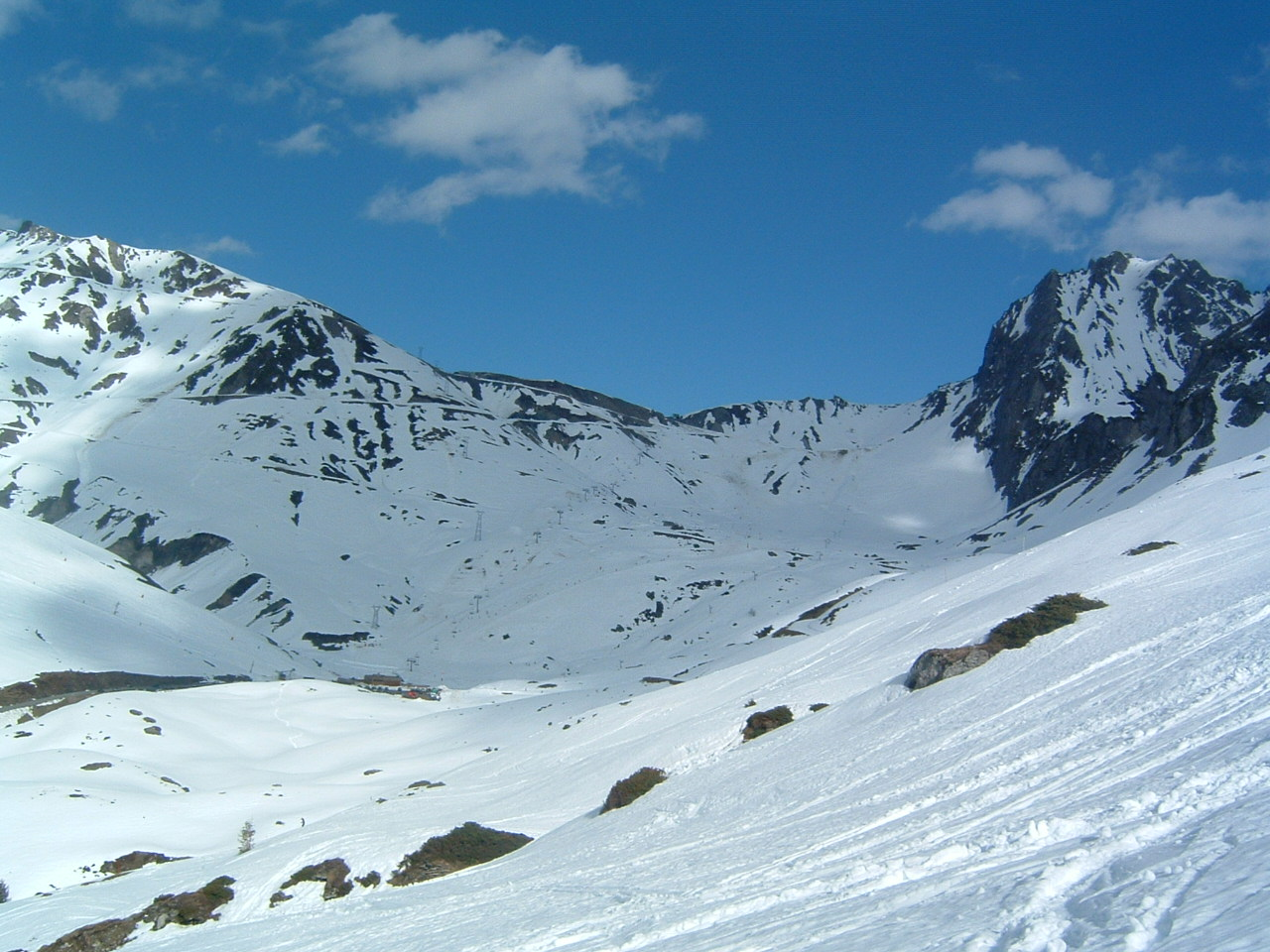
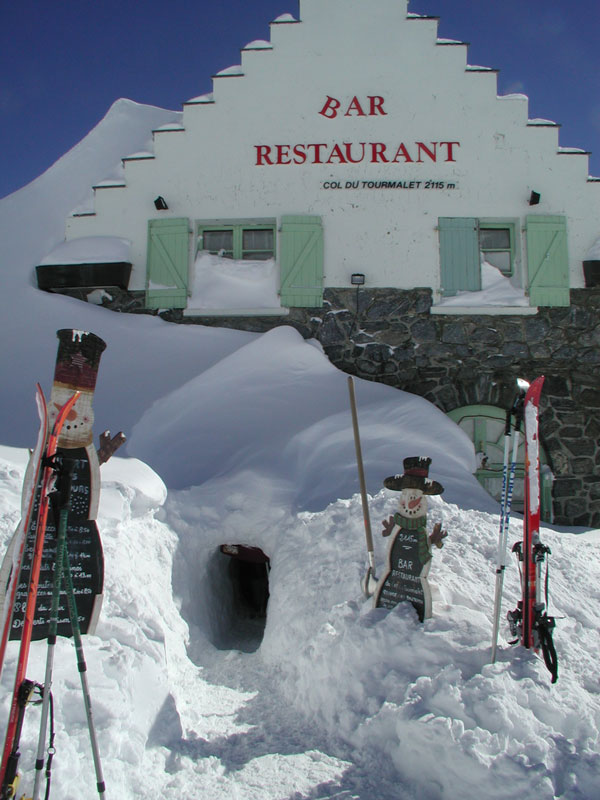